# 2853 Харвілл
2853 Харвілл (2853 Harvill) — астероїд головного поясу, відкритий 14 вересня 1963 року.
Тіссеранів параметр щодо Юпітера — 3,544.